# Santiago (série)
Santiago é uma série de televisão via streaming de origem portuguesa, dos géneros thriller criminal e mistério criada por Diogo Brito, Inês Braga e César Mourão para a plataforma OPTO. Composta por 8 episódios, estreou a 21 de outubro e terminou a 9 de dezembro de 2022. A série passa-se entre Portugal e Espanha numa peregrinação de várias pessoas pelo Caminho de Santiago iniciado no Porto, onde acompanha um misto de mistérios, crenças e mortes causadas por um serial killer. A série apresenta Lúcia Moniz, Ivo Canelas, Bárbara Branco e Leonor Vasconcelos no elenco principal.

## Sinopse
Anna, CEO de uma grande empresa e controladora compulsiva, está a perder, justamente, o controlo da sua família: Pedro, o marido, cuja verdadeira faceta desconhece, Carmen, uma jovem marketeer discográfica, perdida numa vida de rock 'n roll em Londres e Lourdes, uma nerd frágil e heroína secreta do gaming online, que acabou de tentar pôr termo à própria vida no seu dormitório em Cambridge. É este o incidente que motiva a peregrinação a Santiago de Compostela e despoleta as feridas que atormentam o passado de Anna.
O caminho de Anna e da sua família, que deveria ser para restabelecer o núcleo familiar e ser um percurso de paz, torna-se um percurso atribulado, com início no Porto, em que se cruzam com o caminho de outros peregrinos — Jessi, uma brasileira radicada em Portugal e terrível rival gamer de Lourdes; Katie e Michael, um casal britânico em crise de relação; Ji-Hoon e Sun-Young, mãe e filho coreanos a cumprir promessa; Stefan, um jovem ex-médico alemão com uma mágoa terrível e o reformado frade franciscano espanhol Manuel —, tendo que enfrentar um perigo inesperado: um serial killer. Até que se dá a primeira morte, à noite: a peregrina solitária Rosário, uma brasileira de meia-idade, asfixiada na escuridão com as suas mãos atadas por cordas, em prece.
Este é o primeiro crime que assombra o Caminho. Mas logo outros crimes se seguem, com o mesmo modus operandi e assinatura. Passa assim a ser também a história da Inspetora Sara e o seu colega Vítor da PJ do Porto, ambos também com os seus próprios problemas.
À medida que novas mortes se sucedem, o Caminho começa a deixar sequelas em Anna e na sua família, que também não estão a salvo. Qual deles será a próxima vítima?
Todos estão em perigo e todos são suspeitos e, no final – na tão aguardada chegada a Santiago – o assassino revela-se. E só agora começou.

## Elenco

### Elenco principal
| Ator/Atriz         | Personagem                 |
| ------------------ | -------------------------- |
| Lúcia Moniz        | Anna Doyle Vasconcellos    |
| Ivo Canelas        | Pedro Vasconcellos         |
| Bárbara Branco     | Carmen Doyle Vasconcellos  |
| Leonor Vasconcelos | Lourdes Doyle Vasconcellos |

### Elenco recorrente
| Ator/Atriz         | Personagem      |
| ------------------ | --------------- |
| Carla Maciel       | Sara            |
| Carlos Blanco      | Manuel          |
| Bruna Inocêncio    | Jéssica «Jessi» |
| Maximilian Diehle  | Stefan          |
| João Cachola       | Vitor           |
| J Sebastian Lee    | Ji-Hoon         |
| Joy Sung Kim       | Sun-Young       |
| Marco Paiva        | David           |
| Maddy Hill         | Katie           |
| Fela Lufadeju      | Michael         |
| Carolina Virgüez   | Rosário         |
| José Manuel Mendes | Álvaro          |
| Joana Africano     | Luisa           |
| Ivo Bastos         | Meireles        |

### Elenco adicional
| Ator/Atriz           | Personagem                       |
| -------------------- | -------------------------------- |
| Vera Alves           | Sónia                            |
| José Pimentão        | Bruno                            |
| Vítor Alves da Silva | Nuno                             |
| Alla Polliakova      | Miúda de Leste                   |
| Mateu Franco         | Tipo 1                           |
| Soesto Franco        | Tipo 2                           |
| Alexandre Liuzzi     | Wilson                           |
| Emílio Gomes         | Agente da polícia V. N. Cerveira |
| Sofia Vilariço       | Catarina                         |
| Sebastião Queiroga   | Filipe                           |
| Nuno Loureiro        | Funcionário limpeza              |
| Filipe Crawford      | Adelino                          |
| Pedro Lamares        | João                             |
| Alexander Tuji]l     | Haruto                           |
| Nelson Cabral        | Joshua                           |
| Mick Greer           | Ian                              |
| Valdemar Santos      | Mendigo                          |
| Susana Madeira       | Médica                           |
| Pedro Miguel Dias    | Polícia V. Conde                 |
| Daniel Viana         | Surfista                         |
| Bárbara Magul        | Rita                             |
| Eloy Monteiro        | Padre do Porto                   |
| Fran Paredes         | Hector                           |
| Tatán                | José Luiz                        |

## Produção

### Desenvolvimento
Num post da conta de Instagram da produtora 313 Features, foi revelada a existência da série, produzida pela mesma e com a associação da também produtora Blanche Filmes, tratando-se de uma série criada por Diogo Brito, Inês Braga e César Mourão para a OPTO.
Os trabalhos começaram a 13 de junho de 2022, com gravações entre Porto e Santiago de Compostela, terminando a 12 de agosto do mesmo ano.

### Escolha do elenco
Os primeiros nomes anunciados foram os de Lúcia Moniz, Ivo Canelas, Bárbara Branco, Leonor Vasconcelos, Carla Maciel, Carlos Blanco, José Pimentão, José Mendes, Waldemar Santos e José Topa, juntando-se a eles Ivo Romeu Bastos, Bruna Inocencio, Maximilian Abmar Diehle, Fela Lufadeju, Johnny Sebastian Lee, Joana Africano e Marco Paiva.

## Episódios
| N.º | Título                 | Realização por | Escrito por                            | Exibição original      |
| --- | ---------------------- | -------------- | -------------------------------------- | ---------------------- |
| 1 | "Ad Astra Per Aspera"  | Pedro Varela   | Diogo Brito, Inês Braga e César Mourão | 21 de outubro de 2022  |
| Todos os peregrinos se conhecem e conversam sobre as razões de estarem a fazer o caminho. Mistérios e tensão abundam. Até que se dá a morte, inesperada, de um deles.                                                                                     |                        |                |                                        |                        |
| 2 | "Aparecida"            | Pedro Varela   | Diogo Brito, Inês Braga e César Mourão | 28 de outubro de 2022  |
| Sara e Vítor iniciam a investigação, tentando identificar o corpo da mulher encontrada no Rio à medida que, no caminho, tudo parece descarrilar. Caindo a noite, Álvaro vê o seu pesadelo tornar-se realidade e, no Caminho, Anna descobre um novo corpo. |                        |                |                                        |                        |
| 3 | "Encontro em Samarra"  | Pedro Varela   | Diogo Brito, Inês Braga e César Mourão | 4 de novembro de 2022  |
| Sara e Vítor interrogam Anna no local do crime. Anna e Pedro decidem continuar a viagem. Jessi começa a sentir-se perseguida no Caminho. |                        |                |                                        |                        |
| 4 | "De Mal a Pior"        | Pedro Varela   | Diogo Brito, Inês Braga e César Mourão | 11 de novembro de 2022 |
| Os peregrinos continuam o seu caminho, enquanto na PJ, Vítor, Sara e Luísa analisam as provas. Michael, já de volta a Inglaterra, aparece online a fazer um vídeo a acusar a PJ de nada fazer para encontrar o verdadeiro assassino de Katie.             |                        |                |                                        |                        |
| 5 | "Perdidos e Achados"   | Pedro Varela   | Diogo Brito, Inês Braga e César Mourão | 18 de novembro de 2022 |
| Anna confronta Pedro com as mensagens do seu telemóvel. Sara e Vítor recolhem mais provas e encontram as impressões digitais de Jessi no telefone de Katie, decidindo capturá-la.                                                                         |                        |                |                                        |                        |
| 6 | "O Caminho"            | Pedro Varela   | Diogo Brito, Inês Braga e César Mourão | 25 de novembro de 2022 |
| Carmen tem um date com Ji-Hoon, do qual acaba por fugir. Entretanto regressa ao albergue por uma ponte e alguém a surpreende e atira-a ao rio Minho... |                        |                |                                        |                        |
| 7 | "Perdoar os Pecadores" | Pedro Varela   | Diogo Brito, Inês Braga e César Mourão | 2 de dezembro de 2022  |
| Carmen é salva do rio, enquanto Stefan parece cada vez mais só e estranho. Sara é pressionada a aceitar a ajuda do colega Meireles, mas continua, solitária, rumo a Espanha.                                                                              |                        |                |                                        |                        |
| 8 | "A Chegada"            | Pedro Varela   | Diogo Brito, Inês Braga e César Mourão | 9 de dezembro de 2022  |
| Rastro de sangue e terra no chão e umas mãos ensanguentadas a lavarem-se numa torneira. Na apoteótica chegada a Santiago, dá-se a grande revelação. |                        |                |                                        |                        |